# 25 квітня
25 квітня — 115-й день року (116-й у високосні роки) в григоріанському календарі. До кінця року залишається 250 днів.

## Свята і пам'ятні дні

### Міжнародні
- ООН: Всесвітній день боротьби проти малярії.
- Всесвітній день пінгвінів
- ООН: Міжнародний день делегата.
- Міжнародний день ДНК.

### Національні
- Австралія, Нова Зеландія, Науру, Соломонові Острови, Тонга, Самоа: день АНЗАК
- Єгипет: день звільнення Синайського півострова
- Італія, Португалія: день звільнення
- Італія: День Венеції
- Німеччина: день дерева.
- Есватіні: день Прапора.
- Австрія: Віденський день доньки.
- Північна Корея: День Корейської Народної Армії.
- Казахстан: День футболу.
- Бельгія: День пам'яті абата монастиря лобі — Ерміна.

### Професійні
- Міжнародний день секретаря.
- День перукаря.
- Польща: День працівників в'язничної охорони.

### Релігійні

#### Християнство
- День Святого Марка.

### Іменини
- ✙ Православні: Марк[1]
- ✝  Католицькі: Марк

## Події
- 4241 до н.е. — в Стародавньому Єгипті почали використовувати календар з роком у 365 днів
- 1154 — мусульманські війська Нур ад-Діна захопили Дамаск
- 1185 — війська опозиції розгромили імператорську армію в битві при Данноура (Японія). 7-річний імператор Антоку намагався втекти з поля бою, але втопився в морі через важкий меч, символ імператорської влади
- 1498 — в Ризі засновано «Братство чорноголових», яке відігравало помітну роль в житті міста. Його членами могли бути виключно неодружені німецькі купці. Раніше своїм покровителем вони вважали святого Георгія, але потім змінили на святого Маврикія, котрий був чорношкірим. Звідси і назва членів Братства.
- 1507 — німецький картограф і географ Мартін Вальдземюллер назвав новий, недавно відкритий континент Америкою на честь Амеріго Веспуччі, дослідника Нового Світу; — Вальдземюллер надрукував тисячу примірників карт світу з назвою «Америка» поверх нового континенту
- 1547 — найбільшою пожежею спалена Москва
- 1607 — під час вісімдесятирічної війни голландський флот знищив іспанську ескадру, що стояла на якорі в битві при Гібралтарі. В ході бою загинув голландський адмірал Якоб ван Хеемскерк
- 1626 — у ході Тридцятилітньої війни відбулась битва під Дессау. Генерал Альбрехт Валленштейн, командувач армією імператора Фердинанда II, розбив данське військо під керівництвом графа Ернста фон Мансфельда
- 1644 — селянська повстанська армія під керівництвом Лі Цзичена практично без бою увійшла в Пекін, столицю імперії Мін. Незадовго перед цим імператор Чжу Юцзянь покінчив життя самогубством — він став останнім з династії Мін
- 1660 — установчі збори вирішили повернути англійський престол Стюартам
- 1707 — у ході війни за іспанський спадок, біля містечка Алманса французько-іспанська армія під проводом герцога Бервіка розгромила португальсько-англійсько-голландські війська графа Голуея. Як результат, більша частина східної Іспанії перейшла до рук Бурбонів
- 1719 — вихід в Лондоні першого видання роману Данієля Дефо «Життя і дивовижні пригоди Робінзона Крузо»
- 1781 — у ході війни за незалежність США британські війська захопили Пітерсбург (Вірджинія, США)
- 1783 — в Анноне (Франція) брати Монгольф'є запустили першу повітряну кулю з вантажем, який дорівнював вазі дорослої людини, куля об'ємом у 800 м³ піднялась на 400 метрів.
- 1792 — у Франції на Гревській площі в Парижі вперше спорудили і використали для публічної страти гільйотину (тоді вона називалася Лузеттою). Першою жертвою був «розбійник з великої дороги» Ніколя Жак Пелетьє.
- 1792 — ввечері того дня військовий інженер і композитор Клод Жозеф Руже де Ліль написав музику і текст знаменитого маршу Марсельєза. Згодом Конвент затвердив цю пісню як гімн революційної Франції.
- 1816 — Джордж Байрон, що переслідувався на батьківщині брудними плітками, назавжди залишив Велику Британію.
- 1823 — у Вільно (Литва) за наказом генерал-губернатора Римського-Корсакова знищувалось масонське майно: в присутності поліції спалено підсвічники, зірки, черепи та інші ритуальні предмети і декорації
- 1826 — у Великій Британії запатентований перший автомобіль із двигуном внутрішнього згоряння
- 1831 — зустрічний бій авангардів польської і російської армій біля містечка Куфлев в ході Листопадового повстання в Польщі
- 1839 — вступ британської армії в Кандагар
- 1859 — у Порт-Саїді розпочалось будівництво Суецького каналу під керівництвом французького інженера і дипломата Фердинанда де Лессепса
- 1861 — Громадянська війна в США: союзна армія (північні) прибула до Вашингтона, округ Колумбія
- 1862 — війська союзної армії захопили одне з важливих міст КША — Новий Орлеан
- 1867 — місто Токіо вперше відкрите для іноземної торгівлі
- 1901 — у штаті Нью-Йорк вперше у світі введені автомобільні номери
- 1915 — розпочалась десантна операція британських і союзних військ на Галліполійський півострів. Турецькі війська були заскочені зненацька
- 1918 — війська Кримської групи Окремої Запорозької дивізії Армії УНР П.Болбочана звільнили від червоних Бахчисарай у Криму
- 1920 — з наступу на Київ об'єднаних польсько-українських військ почалась польсько-радянська війна
- 1926 — у Мілані відбулася прем'єра останньої опери Дж. Пучіні «Турандот».
- 1926 — відбувся дебют першої машини Алф'єро Мазераті — «Тіро 26», за кермом якої сидів сам конструктор. Він виграв змагання в Тарга-Флоріо (Італія)
- 1935 — Шерман Гіффорд та Томас Міллер, президент і віцепрезидент «American Telephone Company», сидячи в Нью-Йорку на відстані 15 метрів один від одного, здійснили першу навколоземну телефонну розмову — сигнал пройшов відстань у 23 тисячі миль через Сан-Франциско, острів Яву, Амстердам і Лондон
- 1941 — Гітлер наказав почати операцію «Меркурій» (захоплення Криту)
- 1942 — американські війська висадились у Новій Каледонії
- 1942 — спадкоємиця британського престолу Єлизавета провела день на призовній ділянці, реєструючи добровольців на фронт
- 1944 — американський генерал Джордж Паттон заявив, що доля Великої Британії і США — «правити світом»
- 1945 — почалась Сан-Франциська міжнародна конференція 50 країн по напрацюванню статуту ООН
- 1945 — біля Торгау на ріці Ельба відбулася зустріч радянських і американських військ
- 1945 — війська союзників звільнили в'язнів концтаборів Маутхаузен та Равенсбрюк
- 1950 — канадські провінції підписали угоду про будівництво Трансканадського шосе
- 1953 — публікація в журналі «Nature» статті британських вчених Френсіса Кріка та Джеймса Ватсона про створення моделі просторової структури ДНК
- 1954 — американський науково-дослідний центр компанії «Bell telephone» оголосив про створення сонячних батарей
- 1956 — у СРСР скасовано закон, який карав в'язницею за прогули, введений в 1940 році
- 1956 — відбувся перший політ прототипу гвинтокрилого літального апарата — машини Bensen I-8i «Girobot»
- 1964 — в білоруському колгоспі корова народила сім телят (світовий рекорд)
- 1970 — в СРСР здійснено запуск восьми штучних супутників Землі серії «Космос» з використанням однієї ракети-носія
- 1973 — сингл «Little Willy» групи The Sweet став «золотим». Це був один з чотирьох хітів групи, що в цей час слухали на всіх континентах — «Ballroom Blitz», «Fox on the Run», «Action» і «Love is Like Oxygen»
- 1974 — у Португалії перемогла Революція гвоздик: кінець Нової Держави та початок переходу до демократії
- 1976 — відбулися перші єдині вибори у В'єтнамі.
- 1980 — Boeing 727 британської авіакомпанії «Dan Air Services» зі 146-ма пасажирами на борту розбився під час заходу на посадку в поганих метеоумовах біля аеропорту Тенерифе (Канарські острови). Всі пасажири і члени екіпажу загинули
- 1981 — гітарист Денні Лейн вийшов зі складу групи Пола Маккартні «The Wings»
- 1981 — понад 100 працівників отримали значні дози радіаційного опромінення під час аварії ядерного реактору на атомній електростанції Цуруґа в Японії
- 1982 — в ході аргентино-британської війни за Фолкленди, британські командос десантувались на узбережжя о. Південна Джорджія і несподівано для супротивника захопили всі укріплені позиції на острові
- 1982 — ізраїльські війська відступили з Синайського півострова
- 1983 — американський космічний зонд «Pioneer-10» перетнув орбіту Плутона.
- 1990 — екіпаж космічного човника «Discovery», що стартував напередодні з мису Канаверал (Флорида), вивів на орбіту космічний телескоп Габбл, давно очікувану космічну обсерваторію
- 1990 — за результатами виборів Віолетта Барріос де Чаморро стала президентом Нікарагуа на наступні шість років — одинадцятирічному прокомуністичному правлінню сандіністів у країні прийшов кінець
- 1993 — за результатами всенародного референдуму в Росії більшість населення підтримала політику Єльцина (за — 58,7 %), але відкинула його пропозицію про розпуск Верховної Ради РФ
- 1994 — указом Президента України було створено Національну раду з питань телебачення і радіомовлення
- 1997 — через помилку програмістів у Флориді, світова мережа Інтернет зазнала найбільшого збою в історії
- 1997 — Росія відмовилась підписати конвенцію про заборону хімічної зброї, посилаючись на відсутність коштів для знешкодження 40 тисяч тонн зброї
- 2000 — Верховний суд США постановив, що девіз штату Огайо «з Богом все стає можливим» є неконституційним
- 2000 — Комісія ООН з прав людини засудила політику Росії в Чечні.
- 2000 — у центрі Белграда застрелили директора югославської національної авіакомпанії Жика Петровіча, близького соратника президента Югославії Слободана Мілошевича
- 2005 — уряди Болгарії і Румунії підписали угоду про згоду на вступ до ЄС
- 2005 — 107 осіб загинуло в залізничній аварії в Амагасакі, Японія.
- 2008 — у Нью-Йорку в штаб-квартирі ООН відбулася міжнародна конференція з нагоди 22-ї річниці Чорнобильської катастрофи. Центральною подією наукової конференції була демонстрація фільму «Радіофобія» іспанського режисера Хуліо Сото
- 2008 — президент Венесуели Уго Чавес пообіцяв «поховати» США в XXI столітті у зв'язку з несанкційованим проходом вздовж венесуельських берегів американського авіаносця «Джордж Вашингтон»

## Народилися

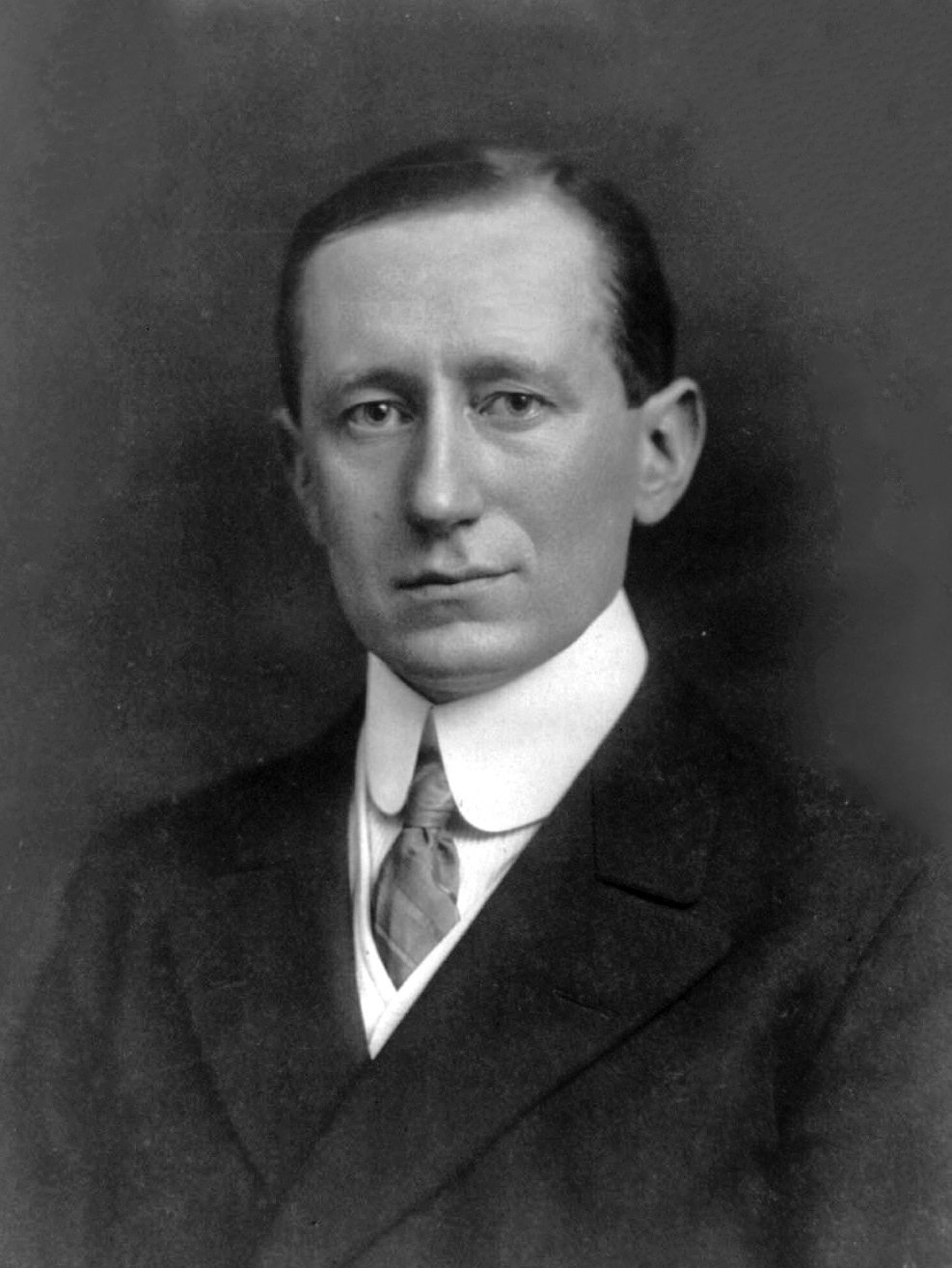
Гульємо Марконі

Дивись також Категорія:Народились 25 квітня
- 1214 — Людовик IX (король Франції). Очолив сьомий і восьмий хрестові походи. Людовік — єдиний із королів Франції, якого римська католицька церква визнала святим.
- 1599 — Олівер Кромвель, лідер англійської революції, лорд-протектор Англії.
- 1710 — Джеймс Фергусон, шотландський математик і астроном, творець приладів XVIII століття.
- 1769 — Марк Брюнель, англійський інженер і винахідник французького походження. Батько корабельного інженера Ізамбарда Кінгдома Брунеля.
- 1849 — Фелікс Християн Клейн, німецький математик
- 1853 — Джон Стівенс, американський інженер, керівник будівництва Панамського каналу.
- 1874 — Гульєльмо Марконі, італійський радіотехнік, винахідник радіо, Нобелівський лавреат з фізики.
- 1900 — Вероніка Черняхівська, українська поетеса, перекладачка. Онука письменника Михайла Старицького. Дочка гістолога Олександра Черняхівського та письменниці Людмили Старицької-Черняхівської. Розстріляна більшовиками.
- 1907 — Микола Трублаїні, український і радянський письменник.
- 1911 — Віра Роїк, українська вишивальниця. Заслужений майстер народної творчості України (1967). Герой України (2006). Почесний громадянин Сімферополя.
- 1914 — Клод Моріак, французький письменник, сценарист. Старший син письменника Франсуа Моріака.
- 1917 — Елла Фіцджеральд, американська джазова співачка.
- 1927 — Корін Тельядо, іспанська і астурійська письменниця, авторка любовних романів.
- 1928 — Сай Твомблі, американський художник, абстракціоніст і імпресіоніст
- 1940 — Аль Пачино, американський актор, лавреат премії «Оскар».
- 1947 — Йоган Кройф, нідерландський тренер та колишній футболіст збірної Нідерландів, «Аякса» і «Барселони».
- 1949 — Домінік Стросс-Кан, голова Міжнародного валютного фонду (2007—2011).
- 1952 — Владислав Третяк, радянський хокеїст (воротар), чемпіон Олімпійських ігор, світу, Європи, СРСР, володар кубка Канади.
- 1961 — Василь Рац, футболіст київського «Динамо», володар Кубка Кубків, віцечемпіон Європи.
- 1969 — Рене Зеллвегер, американська акторка та продюсерка.
- 1981 — Феліпе Масса, бразильський автогонщик, пілот команди «Феррарі» Формули-1.
- 1983 — Олег Гусєв, український футболіст, півзахисник «Динамо» (Київ) і національної збірної України.
- 1996 — Мігель Ерран, іспанський актор.

## Померли
Дивись також Категорія:Померли 25 квітня
- 1472 — Леон-Баттіста Альберті, італійський архітектор, вчений, письменник і музикант епохи Відродження.
- 1595 — Торквато Тассо, італійський поет.
- 1744 — Андерс Цельсій, шведський астроном, відомий як розробник температурної шкали — він взяв за основу точки замерзання і кипіння води і розділив відстань між ними на 100 градусів.
- 1840 — Сімеон-Дені Пуассон, французький фізик і математик.
- 1870 — Деніел Маклайз, ірландський художник-портретист, майстер історичного жанру, книжковий ілюстратор.

- 1913 — Михайло Коцюбинський, український письменник і громадський діяч, класик української літератури «Fata Morgana», «Тіні забутих предків».
- 1927 — Марко Черемшина, український письменник і громадський діяч.
- 1931 — Абрахам Мінчин, українсько-французький художник єврейського походження.
- 1962 — Віктор Конрад, австрійський геофізик і сейсмолог, дослідник поверхні Конрада.
- 1966 — Марія Кузнєцова, оперна співачка (ліричне сопрано) і танцюристка. Дочка українського художника Миколи Кузнецова, племінниця видатного українського біолога Іллі Мечникова.
- 1988 — Кліффорд Сімак, американський письменник-фантаст.
- 1995 — Лев Шанковський, український економіст, журналіст, військовий історик-дослідник.
- 2013 — Чедвік Лінн Расселл, англійський скульптор-абстракціоніст.